# 千町村
千町村（ちまちむら）は千葉県夷隅郡にかつて存在した村である。

## 地理
- 現在のいすみ市、旧夷隅町の北部に位置する。

## 歴史
村名はかつて存在した千町荘に由来する。

### 村域の変遷
- 1889年（明治22年）4月1日 - 町村制施行に伴い、松丸村・荻原村・須賀谷村・神置村・小高村・小又井村・能実村が合併し夷隅郡千町村が発足。
- 1954年（昭和29年）4月29日 - 中川村・国吉町と合併し夷隅町が発足。同日千町村廃止。

変遷表
| 1868年 以前 | 1868年 以前 | 明治22年 4月1日 | 昭和29年 4月29日 | 平成17年 12月5日 | 現在     |
| ----------- | ----------- | --------------- | ---------------- | ---------------- | -------- |
|             | 松丸村      | 千町村          | 夷隅町           | いすみ市         | いすみ市 |
|             | 荻原村      | 千町村          | 夷隅町           | いすみ市         | いすみ市 |
|             | 須賀谷村    | 千町村          | 夷隅町           | いすみ市         | いすみ市 |
|             | 神置村      | 千町村          | 夷隅町           | いすみ市         | いすみ市 |
|             | 小高村      | 千町村          | 夷隅町           | いすみ市         | いすみ市 |
|             | 小又井村    | 千町村          | 夷隅町           | いすみ市         | いすみ市 |
|             | 能実村      | 千町村          | 夷隅町           | いすみ市         | いすみ市 |

## 人口・世帯

### 人口
総数 [単位： 人]
| 1891年（明治24年） | 3,463 |
| 1920年（大正 9年） | 3,196 |
| 1954年（昭和29年） | 3,676 |

### 世帯
総数 [単位： 世帯]
| 1920年（大正 9年） | 616 |
| 1954年（昭和29年） | 686 |